# Sea-Saint Studios
De Sea-Saint Studios was een muziekstudiocomplex in New Orleans, opgericht door muzikant, producer en arrangeur Allen Toussaint en A&R-man en uitgever Marshall Sehorn. De studio was meer dan dertig jaar in gebruik, van 1973 tot 2005, totdat deze werd verwoest door de overstromingen veroorzaakt door de orkaan Katrina. Gedurende die jaren waren er opnames van vele muzikale acts als Paul McCartney, Paul Simon, Patti LaBelle, Joe Cocker, Elvis Costello en de uit New Orleans afkomstige The Meters en Dr. John.

## Geschiedenis
Nadat Toussaint zijn militaire dienstplicht vervuld had richtte hij in 1965 met Marshall Sehorn het productiebedrijf "Sansu Enterprises" op. Voor Lee Dorsey schreven en produceerden zij in 1965 en 1966 "Ride Your Pony" en "Working in the Coal Mine", die beide wereldwijd een succes werden. Landelijke bekendheid kreeg Toussaint door zijn werk met The Band (op "Life Is A Carnival") en Paul Simon, voor wie hij de hoornarrangementen op "Tenderness" schreef.
In 1973 leenden Toussaint en Sehorn 350.000 dollar van de bank om de Sea-Saint Studios te bouwen in de wijk Gentilly aan Lake Pontchartrain.
Sea-Saint Studios werd een favoriete studio voor tal van topacts. Paul McCartney en Wings namen het merendeel van de nummers van hun Venus and Mars-album uit 1975 op in Sea-Saint, waaronder een van hun meest populaire nummers "Listen to What the Man Said". Patti LaBelle nam er haar grote nummer 1-hit Lady Marmalade op. De studio diende ook als opnamelocatie voor topacts uit New Orleans, zoals The Meters en Dr. John. Dr. John nam daar zijn Desitively Bonaroo-album op, dat in 1974 de hit "(EverybodyWanna Get Rich) Rite Away" opleverde, met de Meters als studioband en geproduceerd door Allen Toussaint. Ook het eigen album van The Meters uit 1974, Rejuvenation, werd opgenomen in Sea Saint met Toussaint als producer.
Op 28 augustus 2005 verwoestte de orkaan Katrina de studio, waarbij deze onder 1,20 meter water kwam te staan.